# Pterocerina townsendi
Pterocerina townsendi är en tvåvingeart som beskrevs av Friedrich Georg Hendel 1914. Pterocerina townsendi ingår i släktet Pterocerina och familjen fläckflugor.
Artens utbredningsområde är Peru. Inga underarter finns listade i Catalogue of Life.